# Monte Antola
Monte Antola (ligursky Munte Antua) je hora v Ligurských Apeninách na severozápadě Itálie. Má nadmořskou výšku 1597 metrů. Prochází jí hranice mezi metropolitním městem Janov v kraji Ligurie a provincií Alessandria v Piemontu. Na ligurské straně byl v roce 1989 zřízen přírodní regionální park Antola a na piemontské v roce 2019 chráněné území Val Borbera.
Hora je oblíbeným cílem janovských turistů a nabízí daleké výhledy, za jasného počasí je možno dohlédnout až na Monte Rosa. V den svatého Petra a Pavla 29. června se zde koná velké procesí. Na vrcholu hory se nachází 18 metrů vysoký kříž, který nechal postavit janovský továrník Ferdinando Maria Perrone. Na vrchol je možno dojít z městečka Torriglia, z Crocefieschi nebo od observatoře Casa del Romano. Nedaleko vrcholu byla vybudována horská chata Rifugio Parco Antola. Po hřebeni vedla ve středověku Lombardská solná cesta.